# 毛增滇
毛增滇（1938年3月—2019年5月8日），中华人民共和国学者、政治人物，上海交通大学教授。

## 生平
毛增滇出生于昆明，祖籍浙江奉化溪口镇岩头村，父亲是中国国民党军官，伯父毛邦初曾任中华民国空军副司令。毛增滇高中毕业于上海市向明中學，1961年毕业于上海交通大学造船系。毕业后，毛增滇留校任教。文革時被下放至工廠勞動，期間兩根手指被機器折斷。
毛增滇先後擔任上海交通大学造船系、工程力学系讲师、副教授、教授。1986年3月加入中國國民黨革命委員會。歷任第七届全国政协委员，第八、九、十届全国政协常委，第六、七、八、九届中國國民黨革命委員會中央委员会常务委员，第七、八、九、十届中國國民黨革命委員會上海市委员会副主任委员。
2019年5月8日12时15分毛增滇在上海逝世。